# ラフォーレ原宿・松山

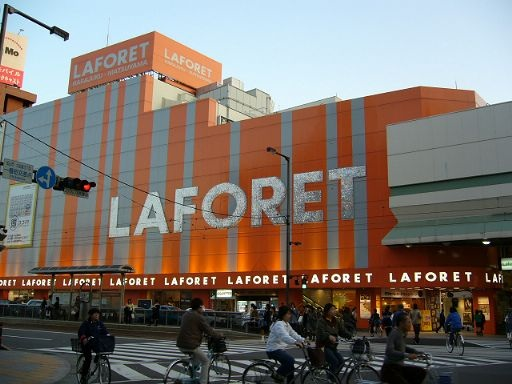
ラフォーレ

ラフォーレ原宿・松山（ラフォーレはらじゅく・まつやま）は、かつて愛媛県松山市の松山中央商店街にあった商業施設、ファッションビルである。ラフォーレ原宿（東京・表参道）の地方出店第1号として1983年（昭和58年）12月に開業、若者のファッショントレンド発信基地として親しまれていたが2008年（平成20年）1月に閉店した。
耐震性能が旧基準であったことが閉店の理由であり、建物が解体された後にAEL MATSUYAMAが建てられた。

## 概要
1983年（昭和58年）、スーパーいづみ松山店の跡地に開業、約60店の店舗が入居していた。
建物の耐震問題により2008年（平成20年）1月27日に全館閉店、一部のテナントは伊予郡松前町に開業した中四国最大級のショッピングセンター、エミフルMASAKIや松山市内の市街地に移転・営業を再開している。
所在地
〒790-0001 愛媛県松山市一番町二丁目3番地

## 再開発計画案
松山市の中心市街地活性化基本計画では建物を取り壊した跡地に、新たに地上2階、地下1階の商業ビルを2010年の開業を目指すと基本計画されていたが、2009年11月にラフォーレ原宿運営会社の森ビルが発表した再開発計画案では地上14階、地下1階のホテル併設の複合型商業施設を建設。1階から5階までをファッション、雑貨、飲食店などのフロアに、6階から14階までをホテルとして計画しており、2010年6月に松山市、森ビル、地権者との間で話し合いが進められ、2011年には工事に着手し2013年の完成を予定していた。
しかしその後、森ビルの都市開発事業本部の担当者は「敷地面積がそこまで広くなく、ホテル併設の複合型商業施設は相乗効果が十分に見込めない」とし、ホテル併設の計画を断念。新たに地上6階、地下1階とする規模を大幅に縮小した計画に変更した。新しいビルには国土交通省の「優良建築物等整備事業」が活用されて国と市から補助金が出ることが決定している。

## 再開発計画案の再検討
2012年2月、採算面などを再検討した森ビルは跡地に再びホテル併設の複合型商業施設案の計画再検討を発表。松山市に対してもホテル併設の複合型商業施設案での補助金申請を伝えた。計画は当初の地上14階地下1階を基本計画とし地元企業からの出資の可能性も含めて検討している。森ビルは2012年に現在の建物を取り壊し2014年の完成を目指すとしている。

## 再開発計画の延期
- 旧ラフォーレの建物の解体は当初よりも遅れて2013年10月から解体され、翌年4月から新しいビルの本体工事を着工、その名称を「AEL MATSUYAMA（アエル松山）」とし、1・2階を商業施設、3・4階を日本セレモニー運営のブライダル施設、5～13階はカンデオ・ホスピタリティ・マネジメント（東京）が全国展開する「カンデオホテルズ」がそれぞれ入居し、2015年8月26日に開業した[1]。

## 周辺
- 伊予鉄道城南線大街道停留場
- 松山三越